# For the People (album)
Albums de Boot Camp Clik
Basic Training: Boot Camp Clik's Greatest Hits
(2000)
For the People est le premier album studio du Boot Camp Clik, sorti le 20 mai 1997.
Les membres du supergroupe ayant abandonné les productions des Beatminerz, le son proposé dans l'opus a surpris et n'a pas rencontré l'adhésion des fans. Les critiques ont été médiocres et seulement 350 000 exemplaires ont été vendues aux États-Unis.
L'album s'est classé 4e au Top R&B/Hip-Hop Albums et 15e au Billboard 200.
Composé de Buckshot, Cocoa Brovaz, Originoo Gunn Clappaz et Heltah Skeltah, le groupe s'est officiellement organisé en 1994, les huit membres apparaissant sur la chanson « Cession At Da Doghillee » de l'album Dah Shinin' de Smif-N-Wessun. L'album se caractérise par un son différent de celui des précédents albums de Camp, le groupe abandonnant son ancienne équipe de production Da Beatminerz pour enregistrer avec des instruments en direct. Le son rebute de nombreux fans, et l'album reçoit des critiques médiocres et se vend à un peu plus de 350 000 exemplaires aux États-Unis. Les interludes de l'album contiennent des extraits de vrais appels téléphoniques reçus sur leur ligne officielle.

## Liste des titres
| No  | Titre                                                                                     | Contient un (des) sample(s) de                                                  | Durée |
| --- | ----------------------------------------------------------------------------------------- | ------------------------------------------------------------------------------- | ----- |
| 1.  | 1-900 Get Da Boot (Interprété par The Original K.I.M.)                                    |                                                                                 | 1:33  |
| 2.  | Down by Law (featuring Tony Touch et Dru-Ha – Produit par Tony Touch)                     | Down by Law de Fab 5 Freddy Rapper's Delight du Sugarhill Gang                  | 2:51  |
| 3.  | Night Riders (featuring LaVoice – Produit Boogie Brown et Buckshot)                       |                                                                                 | 5:15  |
| 4.  | Headz Are Reddee Pt. II (featuring The Great 8 – Produit par Swan)                        |                                                                                 | 4:58  |
| 5.  | Watch Your Step (featuring The Representativz – Produit par Shaleek)                      |                                                                                 | 5:17  |
| 6.  | Illa Noyz (featuring Illa Noyz – Produit par Shawn J. Period)                             |                                                                                 | 4:03  |
| 7.  | Rag Time (featuring Mada Rocka et LS – Produit par Boogie Brown)                          |                                                                                 | 6:31  |
| 8.  | Blackout (featuring BJ Swan, Supreme et Illa Noyz – Produit par Boogie Brown et Buckshot) |                                                                                 | 5:25  |
| 9.  | Ohkeedoke (featuring M.S. – Produit par EZ Elpee)                                         | I'm Glad You're Mine d'Al Green Dog Eat Dog d'Henry Mancini                     | 5:31  |
| 10. | Rugged Terrain (featuring Twanie Ranks – Produit par Squia)                               | Pirates Anthem de Home T, Cocoa Tea & Shabba Ranks Nuff Man a Dead de Super Cat | 3:48  |
| 11. | The Dugout (Produit par Louieville Sluggah)                                               | Gunn Clapp d'O.G.C.                                                             | 5:12  |
| 12. | Go For Yours (featuring The B.T.J.'s – Produit par Shawn J. Period)                       |                                                                                 | 6:14  |
| 13. | Likkle Youth Man Dem (Produit par Boogie Brown et Buckshot)                               |                                                                                 | 5:56  |
| 14. | Last Time (featuring BJ Swan et F.L.O.W. – Produit par Boogie Brown et Buckshot)          |                                                                                 | 5:14  |